# Bundestagswahlkreis Stuttgart II
Der Wahlkreis Stuttgart II (Wahlkreis 259) ist ein Bundestagswahlkreis in Baden-Württemberg.

## Wahlkreis
Der Wahlkreis umfasst die Stadtbezirke Bad Cannstatt, Botnang, Feuerbach, Mühlhausen, Münster, Obertürkheim, Stammheim, Stuttgart-Ost, Untertürkheim, Wangen, Weilimdorf und Zuffenhausen der Landeshauptstadt Stuttgart. Wahlberechtigt waren 2021 bei der Bundestagswahl 178.958 Einwohner, gewählt haben 133.588 Personen (74,6 %).

## Wahlkreisgeschichte
| Wahl      | Wahlkreisname      | Gebiet |
| --------- | ------------------ | --- |
| 1949      | 2 Stuttgart II     | Stadtteile Stuttgart-Ost, Stuttgart-Nord, Bad Cannstatt, Stammheim, Zuffenhausen, Mühlhausen, Hofen, Münster, Untertürkheim, Rotenberg, Uhlbach, Wangen, Obertürkheim, Rohracker, Hedelfingen, Sillenbuch, Heumaden und Riedenberg |
| 1953–1961 | 164 Stuttgart II   | Stadtteile Stuttgart-Ost, Stuttgart-Nord, Bad Cannstatt, Stammheim, Zuffenhausen, Mühlhausen, Hofen, Münster, Untertürkheim, Rotenberg, Uhlbach, Wangen, Obertürkheim, Rohracker, Hedelfingen, Sillenbuch, Heumaden und Riedenberg |
| 1965–1976 | 165 Stuttgart II   | Stadtteile Stuttgart-Mitte, Stuttgart-Ost, Stuttgart-Nord, Birkach, Hedelfingen, Untertürkheim, Obertürkheim, Plieningen, Sillenbuch und Wangen                                                                                    |
| 1980–1998 | 163 Stuttgart-Nord | Stadtbezirke Stuttgart-Ost, Weilimdorf, Feuerbach, Botnang, Bad Cannstatt, Stammheim, Zuffenhausen, Mühlhausen, Münster, Untertürkheim, Wangen und Obertürkheim                                                                    |
| 2002–2005 | 260 Stuttgart II   | Stadtbezirke Stuttgart-Ost, Weilimdorf, Feuerbach, Botnang, Bad Cannstatt, Stammheim, Zuffenhausen, Mühlhausen, Münster, Untertürkheim, Wangen und Obertürkheim                                                                    |
| seit 2009 | 259 Stuttgart II   | Stadtbezirke Stuttgart-Ost, Weilimdorf, Feuerbach, Botnang, Bad Cannstatt, Stammheim, Zuffenhausen, Mühlhausen, Münster, Untertürkheim, Wangen und Obertürkheim                                                                    |

## Wahlkreisabgeordnete
| Wahl | Abgeordneter                           | Abgeordneter                           | Partei                                 | Stimmen in %                           |
| ---- | -------------------------------------- | -------------------------------------- | -------------------------------------- | -------------------------------------- |
| 1949 |                                        | Erwin Schoettle                        | SPD                                    |                                        |
| 1953 |                                        | Erwin Häussler                         | CDU                                    |                                        |
| 1957 |                                        | Erwin Häussler                         | CDU                                    |                                        |
| 1961 |                                        | Erwin Schoettle                        | SPD                                    |                                        |
| 1965 |                                        | Ernst Haar                             | SPD                                    |                                        |
| 1969 |                                        | Ernst Haar                             | SPD                                    |                                        |
| 1972 |                                        | Ernst Haar                             | SPD                                    |                                        |
| 1976 |                                        | Ernst Haar                             | SPD                                    |                                        |
| 1980 |                                        | Peter Conradi                          | SPD                                    |                                        |
| 1983 |                                        | Herbert Czaja                          | CDU                                    |                                        |
| 1987 |                                        | Herbert Czaja                          | CDU                                    |                                        |
| 1990 |                                        | Erika Reinhardt                        | CDU                                    |                                        |
| 1994 |                                        | Erika Reinhardt                        | CDU                                    |                                        |
| 1998 |                                        | Ute Kumpf                              | SPD                                    |                                        |
| 2002 |                                        | Ute Kumpf                              | SPD                                    |                                        |
| 2005 |                                        | Ute Kumpf                              | SPD                                    |                                        |
| 2009 |                                        | Karin Maag                             | CDU                                    | 34,5                                   |
| 2013 | 43,8                                   | Karin Maag                             | CDU                                    |                                        |
| 2017 | 33,5                                   | Karin Maag                             | CDU                                    |                                        |
| 2021 |                                        | Maximilian Mörseburg                   | CDU                                    | 25,9                                   |
| 2025 | kein – ungenügende Zweitstimmendeckung | kein – ungenügende Zweitstimmendeckung | kein – ungenügende Zweitstimmendeckung | kein – ungenügende Zweitstimmendeckung |

## Wahlergebnisse

### Bundestagswahl 2025
Nach der Bundestagswahl 2025 am 23. Februar zieht kein Wahlkreis-Kandidat aus Stuttgart II in den Bundestag ein. Maximilian Mörseburg gewann zwar erneut im Wahlkreis; trotz des Zuwachs auf 30,4 % gehört er jedoch zu den sechs Erststimmengewinnern ohne Zweitstimmendeckung der CDU in Baden-Württemberg und wird dadurch nicht erneut in den Bundestag einziehen. Anna Christmann hat den Wiedereinzug verpasst, ihr Grünen-Landeslistenplatz 13 reichte dafür nicht aus, aufgrund Verlusten der Partei kam nur Platz 11 noch zum Zug. Andere Parteilisten-Kandidaten teilen dieses Schicksal. Es wurden folgende 11 Direktkandidaten und 16 Landeslisten zugelassen:
| Kandidaten                                                                      | Kandidaten           | Parteien/Listen     | Erststimmen | Erststimmen | Zweitstimmen | Zweitstimmen |
| Kandidaten                                                                      | Kandidaten           | Parteien/Listen     | Stimmen     | %           | Stimmen      | %            |
| ------------------------------------------------------------------------------- | -------------------- | ------------------- | ----------- | ----------- | ------------ | ------------ |
|                                                                                 | Maximilian Mörseburg | CDU                 | 42.059      | 30,4        | 37.214       | 26,8         |
|                                                                                 | Dietmar Bulat        | SPD                 | 22.055      | 15,9        | 22.564       | 16,2         |
|                                                                                 | Anna Christmann      | GRÜNE               | 29.438      | 21,3        | 24.215       | 17,4         |
|                                                                                 | Mark Wieczorrek      | FDP                 | 5.789       | 4,2         | 8.085        | 5,8          |
|                                                                                 | Michael Mayer        | AfD                 | 20.165      | 14,6        | 19.979       | 14,4         |
|                                                                                 | Aynur Karlikli       | LINKE               | 12.414      | 9,0         | 15.095       | 10,9         |
|                                                                                 | –                    | dieBasis            | –           | –           | 351          | 0,3          |
|                                                                                 | Sylvia Rolke         | FREIE WÄHLER        | 1.789       | 1,3         | 975          | 0,7          |
|                                                                                 | –                    | Tierschutzpartei    | –           | –           | 986          | 0,7          |
|                                                                                 | Franz Lallinger      | Die PARTEI          | 1.657       | 1,2         | 692          | 0,5          |
|                                                                                 | Markus Abele-Reichle | Volt                | 2.200       | 1,6         | 1.423        | 1,0          |
|                                                                                 | –                    | ÖDP                 | –           | –           | 219          | 0,2          |
|                                                                                 | –                    | Bündnis C           | –           | –           | 138          | 0,1          |
|                                                                                 | Petra Braun          | MLPD                | 344         | 0,2         | 145          | 0,1          |
|                                                                                 | –                    | BÜNDNIS DEUTSCHLAND | –           | –           | 151          | 0,1          |
|                                                                                 | –                    | BSW                 | –           | –           | 6.710        | 4,8          |
|                                                                                 | Erkan Demir          | Einzelbewerber      | 587         | 0,4         | –            | –            |
| Gesamt                                                                          | Gesamt               | Gesamt              | 138.497     | 100         | 138.942      | 100          |
|                                                                                 |                      |                     |             |             |              |              |
| Ungültige Stimmen                                                               | Ungültige Stimmen    | Ungültige Stimmen   | 1.076       | 0,8         | 631          | 0,5          |
| Wähler                                                                          | Wähler               | Wähler              | 139.573     | 79,8        | 139.573      | 79,8         |
| Wahlberechtigte                                                                 | Wahlberechtigte      | Wahlberechtigte     | 174.909     |             | 174.909      |              |
|                                                                                 |                      |                     |             |             |              |              |
| Anmerkung: kein Kandidat hat ein Direktmandat bekommen (siehe Wahlrechtsreform) |                      |                     |             |             |              |              |
|                                                                                 |                      |                     |             |             |              |              |
| Quellen: Die Bundeswahlleiterin, Kandidaten – Stimmen                           |                      |                     |             |             |              |              |

Kursive Direktkandidaten kandidieren nicht für die Landesliste, kursive Parteien treten ohne Landesliste an.

### Bundestagswahl 2021
Zur Bundestagswahl 2021 traten folgende Kandidaten an:
| Direktkandidat                 | Partei                 | Erststimmen in % | Zweitstimmen in % |
| ------------------------------ | ---------------------- | ---------------- | ----------------- |
| Maximilian Mörseburg           | CDU                    | 25,9             | 21,4              |
| Dejan Perc                     | SPD                    | 20,6             | 22,8              |
| Anna Christmann                | GRÜNE                  | 23,7             | 21,3              |
| Timur Lutfullin                | FDP                    | 11,1             | 15,3              |
| Michael Mayer                  | AfD                    | 7,2              | 7,2               |
| Johanna Tiarks                 | DIE LINKE              | 4,8              | 5,1               |
| Matthias Gottfried             | Tierschutzpartei       | 1,3              | 1,0               |
| Fabian Westenberg              | Die PARTEI             | 1,3              | 0,9               |
| Ralf Wendel                    | FREIE WÄHLER           | 1,4              | 0,9               |
| —                              | PIRATEN                | —                | 0,4               |
| —                              | ÖDP                    | —                | 0,2               |
| —                              | NPD                    | —                | 0,0               |
| —                              | DiB                    | —                | 0,1               |
| Volker Kraft                   | MLPD                   | 0,1              | 0,1               |
| —                              | DKP                    | —                | 0,0               |
| Thomas Kucher                  | dieBasis               | 1,3              | 1,2               |
| —                              | Bündnis C              | —                | 0,1               |
| Milton Rene Karl-Heinz Greiner | BÜRGERBEWEGUNG         | 0,2              | 0,1               |
| —                              | BÜNDNIS21              | —                | 0,0               |
| —                              | LKR                    | —                | 0,0               |
| Konstantin Ksensow             | Die Humanisten         | 0,2              | 0,1               |
| —                              | Gesundheitsforschung   | —                | 0,1               |
| —                              | Team Todenhöfer        | —                | 1,1               |
| Jan Peter König                | Volt                   | 0,6              | 0,4               |
| Christoph Mohs                 | BüSo                   | 0,0              | —                 |
| Erkan Demir                    | Einzelbewerber (Demir) | 0,3              | —                 |

### Bundestagswahl 2017
| Direktkandidat     | Partei           | Erststimmen in % | Zweitstimmen in % |
| ------------------ | ---------------- | ---------------- | ----------------- |
| Karin Maag         | CDU              | 33,5             | 29,1              |
| Michael Jantzer    | SPD              | 18,5             | 17,0              |
| Anna Christmann    | GRÜNE            | 15,8             | 15,3              |
| Bernd Riexinger    | DIE LINKE        | 8,9              | 9,1               |
| Volker Weil        | FDP              | 8,7              | 13,9              |
| Harald Hermann     | PIRATEN          | 1,0              | 0,7               |
| Lothar Maier       | AfD              | 10,4             | 10,8              |
| Matthias Gottfried | Tierschutzpartei | 1,3              | 0,9               |
| Volker Kraft       | MLPD             | 0,3              | 0,2               |
| Dieter Zielke      | ÖDP              | 0,4              | 0,3               |
| Christoph Mohs     | BüSo             | 0,1              |                   |
| Ina Schumann       | Die Partei       | 1,1              | 0,7               |

### Bundestagswahl 2013
Bei der Bundestagswahl am 22. September 2013 errangen die Parteien und Kandidaten folgendes Ergebnis:
| Direktkandidat              | Partei                       | Erststimmen in % | Zweitstimmen in % |
| --------------------------- | ---------------------------- | ---------------- | ----------------- |
| Karin Maag                  | CDU                          | 43,8             | 39,4              |
| Nicolas Schäfstoß           | SPD                          | 26,1             | 22,9              |
| Birgitt Bender              | GRÜNE                        | 13,9             | 13,8              |
| Marta Aparicio de Eckelmann | DIE LINKE                    | 5,0              | 6,7               |
| Matthias Werwigk            | FDP                          | 2,7              | 6,6               |
| Jürgen Martin               | PIRATEN                      | 2,3              | 2,6               |
| Lutz Schernau               | NPD                          | 0,8              | 0,6               |
| Stephan Ossenkopp           | BüSo                         | 0,1              | 0,0               |
| Eberhard Brett              | AfD                          | 3,4              | 4,5               |
| Jörg Stimpfig               | FREIE WÄHLER                 | 0,9              | 0,6               |
| Volker Kraft                | MLPD                         | 0,2              | 0,2               |
| —                           | Tierschutzpartei             | —                | 0,6               |
| Carola Eckstein             | Einzelbewerberin (Netzwerke) | 0,7              | —                 |
| —                           | Sonstige                     | 2,2              | —                 |

### Bundestagswahl 2009
Die Bundestagswahl 2009 hatte folgendes Ergebnis:
| Direktkandidat | Partei               | Erststimmen in % | Zweitstimmen in % | Bundestagswahl 2005 Zweitstimmen in % |
| -------------- | -------------------- | ---------------- | ----------------- | ------------------------------------- |
| Karin Maag     | CDU                  | 34,5             | 29,1              | 33,0                                  |
| Ute Kumpf      | SPD                  | 26,3             | 20,9              | 33,9                                  |
| Birgitt Bender | GRÜNE                | 16,8             | 17,9              | 12,6                                  |
| Marion Heß     | FDP                  | 10,5             | 17,3              | 11,9                                  |
| Ulrich Maurer  | DIE LINKE            | 8,6              | 9,0               | 4,8                                   |
| Ulrich Schwarz | NPD                  | 1,3              | 0,8               | 0,8                                   |
| —              | REP                  | —                | 1,1               | 1,1                                   |
| —              | PBC                  | —                | 0,2               | 0,3                                   |
| Volker Kraft   | MLPD                 | 0,3              | 0,2               | 0,2                                   |
| Lüder Grosser  | BüSo                 | 0,3              | 0,1               | 0,1                                   |
| —              | Volksabstimmung      | —                | 0,2               | —                                     |
| —              | ADM                  | —                | 0,0               | —                                     |
| —              | DVU                  | —                | 0,0               | —                                     |
| —              | DIE VIOLETTEN        | —                | 0,3               | —                                     |
| —              | Die Tierschutzpartei | —                | 0,6               | —                                     |
| —              | ödp                  | —                | 0,3               | —                                     |
| Norbert Welk   | PIRATEN              | 1,5              | 2,0               | —                                     |